# I Jovon
I Jovon (koreaiul: 이요원, angol átiratban: Lee Yo Won, 1980. április 9.) dél-koreai színésznő. Leghíresebb szerepe Szondok királynő (Tokmán) volt, a Magyarországon is vetített A Silla királyság ékköve című sorozatban. Van egy lánya.

## Filmek
- Fists of Legend (2013)
- Perfect Number (2012)
- The Recipe (2010)
- May 18 (2007)
- When Romance Meets Destiny (2005)
- Surprise Party (2002)
- A.F.R.I.K.A (2002)
- Vigyázz a cicámra! (2001)
- Attack the Gas Station (1999)
- Scent of a Man (1998)

## Sorozatok
- Horse Doctor (2012)
- 49 Days (SBS, 2011)
- A Silla királyság ékköve (MBC, 2009)
- Bad Love (KBS2, 2007)
- Surgeon Bong Dal-hee (SBS, 2007)
- Fashion 70's (SBS, 2005)
- The Great Ambition (SBS, 2002)
- Pure Heart (KBS2, 2001)
- Blue Mist (KBS2, 2001)
- Tough Guy's Love (KBS2, 2000)
- School 2 (KBS2, 1999)

## Díjai
- 2011 SBS Drama Awards: 
  - Producerek díja a legjobb színésznőnek
  - Top 10 sztár
- 2010 Indosiar Mania Awards: Kedvenc ázsiai színésznő
- 2010 Asia Model Festival Awards
- 2009 Korea Visual Arts Festival
- 2009 MBC Drama Awards: Legjobb páros (Kim Namgillel)
- 2009 MBC Drama Awards: Kiválóság-díj (színésznő) (Szondok királynő)
- 2009 Grimae Awards: Legjobb színésznő
- 2007 SBS Drama Awards
  - Kiválóság-díj (színésznő)
  - Népszerűségi díj
  - Internetezeők választása-díj
  - Top 10 sztár
  - Legjobb páros (I Bomszuval)
- 2005 SBS Drama Awards
  - Top 10 sztár
  - Kiválóság-díj különleges projektben részt vevő színésznőnek
- 2002 SBS Drama Awards: Új színésznő
- 2001 KBS Drama Awards: Népszerűségi díj
- 2001 Blue Dragon Film Awards: Legjobb új színésznő[2]
- 2001 Chunsa Film Art Awards: Legjobb színésznő
- 2001 Paeksang Arts Awards: Legjobb új színésznő

## Fordítás
- Ez a szócikk részben vagy egészben  a   Lee_Yo-won című angol Wikipédia-szócikk fordításán alapul.  Az eredeti cikk szerkesztőit annak laptörténete sorolja fel. Ez a jelzés csupán a megfogalmazás eredetét és a szerzői jogokat jelzi, nem szolgál a cikkben szereplő információk forrásmegjelöléseként.